# Got to Get It
Got to Get It is een nummer van de Duitse eurodancegroep Culture Beat. Het is de tweede single van hun tweede studioalbum Serenity uit 1993. Op 13 september dat jaar werd het nummer op single uitgebracht.

## Achtergrond
Net als voorganger Mr. Vain, werd ook "Got to Get It" een hit in Europa. Zo bereikte de single de 4e positie in Culture Beats' thuisland Duitsland. In Finland en Canada werd zelfs de nummer 1-positie behaald. In de Verenigde Staten bereikte de single de nummer 1-positie in de Billboard Dance Club Songs. In Australië werd de 7e positie bereikt, in Nieuw-Zeeland de 13e, Ierland de 3e, Israël de 5e en in het Verenigd Koninkrijk de 4e positie in de UK Singles Chart.
In Nederland werd de single veel gedraaid op de landelijke radiozenders en werd een gigantische hit. De single bereikte de 2e positie in zowel de Nederlandse Top 40 als de destijds nieuwe publieke hitlijst op Radio 3; de Mega Top 50.
In België bereikte de single de  nummer 1-positie in zowel de voorloper van de Vlaamse Ultratop 50 als de Vlaamse Radio 2 Top 30.